# Batty Fischer
Jean-Baptiste (Batty) Fischer (Ciutat de Luxemburg, 24 de juliol de 1877 - Ciutat de Luxemburg, 27 de desembre de 1958) fou un dentista i fotògraf luxemburguès. És recordat per la seva col·lecció d'unes 10.000 fotografies que documenten abundantment el desenvolupament de la Ciutat de Luxemburg des de finals del segle xix fins a la dècada de 1950.

## Biografia
Batty Fischer va néixer el 24 de juliol 1877 al Marché aux Herbes enfront del palau Gran Ducal, on els seus pares, Josef Fischer i Marguerite Marie Ferron, tenien una botiga de roba de moda i pells. Batty era [l més gran de tres fills; la seva germana Margarita i el seu germà Fritz són els que es van fer, més tard, càrrec del negoci familiar. Després de graduar-se a l'escola secundària, Fischer va estudiar odontologia a l'Ecole Dentaire a París.
Encara que l'odontologia era la professió de Fischer, el seu veritable interès va ser la fotografia. Sovint se'l veia fer un passeig per la ciutat amb la seva càmera, esperant per prendre fotografies dels elements interessants que cridessin la seva atenció. De fet, sempre solter, va dedicar gran part del seu temps lliure a la seva afició. Considerat una espècie d'amateur, va mostrar gran interès a l'art i la música, va estar associat amb nombrosos grups de pintors, escriptors i periodistes. Fischer també era inventiu a l'elaboració dels seus propis teleobjectius. Després de fer tots els càlculs, ordenava els elements de lents necessàries des d'una òptica local i les desava en tubs envernissats de paper maixé, el subministrament d'aquest tipus d'equip en aquest moment no es podia obtenir en el mercat normal.
Mentre Fischer va mostrar gran interès a fotografiar edificis i elements d'interès físic de la ciutat de Luxemburg i els seus voltants, també era expert en fotografia de personatges locals al seu entorn natural, sovint en el seu lloc de treball. Les seves fotografies transmeten una vitalitat inusual per atrapar als seus subjectes en el curs de les seves activitats normals, de vegades resulta també divertit els retrats dels seus moments d'oci. A diferència d'altres fotografies existents de Luxemburg del mateix període, les realitzades per Fischer són una cosa especial en el seu número i en la continuïtat. Cada cap de setmana quan estava lliure per recórrer per la ciutat, Fischer prenia vistes que oferia a les autoritats locals i rebia uns centenars de francs, amb la condició que escrivís una breu descripció del context històric a la part posterior. Així, Fischer va deixar un registre documental complet de com la ciutat es va desenvolupar durant un llarg període, des de la Belle Époque dels anys de la postguerra.
Algunes de les 10.000 fotografies preses per Fischer entre 1890 i 1958 es poden veure a la Fototeca de Ciutat de Luxemburg.